# Corporación Financiera de Desarrollo
La Corporación Financiera de Desarrollo S.A. (COFIDE) es el Banco de desarrollo del Perú, el cual se encarga de impulsar el acceso a recursos y oportunidades para el país. Su objetivo es contribuir al desarrollo sostenible e inclusivo mediante el financiamiento de inversiones y el fortalecimiento del sistema financiero. Además, ofrece apoyo a los microempresarios a través de productos y servicios diferenciados.

## Historia

### Antecedentes
El 17 de septiembre de 1965 se crea el Fondo de Financiamiento de Elaboración de Proyectos de Inversión (FINEPI), cuyo objetivo era: reunir recursos financieros y destinarlos al financiamiento de estudios específicos que promuevan la inversión de proyectos estratégicos. Sin embargo, esta función se cumplía parcialmente, porque los fondos eran otorgados por el Banco Central y las funciones del FINEPI eran principalmente complementarias. Además, dependía de las decisiones del Consejo Nacional de Desarrollo Económico y Social, que promovía las recomendaciones del Instituto Nacional de Planificación.Por lo tanto, sus funciones estaban ligadas al planeamiento de otras instituciones. Asimismo, la institución era dirigida por un funcionario del Banco Central. De hecho, los trabajadores del fondo eran transferidos desde el banco si se consideraba necesario para las actividades del fondo.
Posteriormente, este fondo sería reemplazado por COFIDE como empresa pública en 1971, con la finalidad de potenciar la actividad empresarial mediante la captación de ahorros y su inversión en áreas estratégicas.Además según el Decreto de Ley N.º 18807, debía otorgarle un mayor rol al Estado dentro de otras empresas o, siendo este el creador de las mismas, buscando el crecimiento y fortalecimiento de la actividad empresarial. De hecho, la corporación sería el aval de otras empresas en caso de incumplimiento de sus obligaciones. En su fundación, el capital inicial fue de 15 millones de soles oro, dividido en tres tipos de acciones (A, B y C). Las primeras estaban representadas por la participación del Tesoro público y la Banca Estatal, respectivamente, mientras que las terceras eran parte de personas naturales o jurídicas. Asimismo, recibiría el capital asignado al FINEPI y FIP (Fondo de Inversiones Privadas del Banco Central), debido a que COFIDE lo reemplazaría en sus funciones.
En cuanto a la dirección de esta COFIDE, un directorio y una gerencia general serían las responsables de tomar las decisiones junto con un comité consultivo representado por los sectores económicos relevantes de la sociedad. Esta dirección no podría estar compuesta por personas que tuvieran participación accionaria en COFIDE, ni por aquellas que se hubieran visto involucradas previamente en las empresas administradas por la corporación. Asimismo, la corporación estaba exonerara de todo tipo de impuesto durante su participación en empresas y al realizar sus funciones durante los primeros quince años desde su creación. El plazo para asumir las funciones del FINEPI y FIP se daría en 90 días.Aun así se puede concluir que la Corporación Financiera se originó como una empresa pública de intermediación financiera, con la capacidad adicional de realizar e intervenir en actividades empresariales.

### Fundación
Durante el mandato de Fernando Belaúnde Terry, se consideró necesario una reestructuración de COFIDE, siendo el principal motivo otorgarle una mayor autonomía, aunque esta se lograría a través de una división. Además, la corporación debería encargarse del financiamiento de las empresas que iban a privatizarse.El capital acumulado por la corporación sería destinado a la CONADE (Corporación Nacional de Desarrollo), como una empresa de propiedad pública. El capital inicial sería de 300 mil millones de soles oro, el cual tendría que ser destinado a separar y especializar actividades para fomentar la inversión empresarial. Por otro lado, las inversiones que ya había realizado la corporación serían representadas por Inversiones COFIDE S.A., siendo esta la accionista propietaria de dichas inversiones.
La CONADE tuvo como objetivo principal ser el impulsor y apoyo del desarrollo empresarial del país. De manera similar, la empresa serviría de aval para las empresas en las que tuviera participación, de modo que, en caso de incumplimiento, estas deudas se transformarían en deuda pública.
Por otro lado, COFIDE se transformó en una empresa estatal de derecho privado en forma de sociedad anónima. La corporación tendría la función de captar el ahorro y buscar intermediarios financieros para la promoción de proyectos y el financiamiento de nuevas empresas o de las que ya estaban a su cargo. En caso de ser tomada como aval, la empresa compartiría la responsabilidad con el responsable directo, ya no sería absorbida completamente como en sus anteriores estatutos.
En el caso de Inversiones COFIDE S.A., esta participaría en la tenencia y administración de acciones con el fin de aumentar el capital en el mercado peruano. Estas actividades podrían realizarse a través del uso de recursos propios o por la captación de ahorro.
Por lo tanto, CONADE, COFIDE e Inversiones COFIDE S.A. tendrían que trabajar en conjunto para el beneficio de las tres, a través de la prestación de servicios comunes, capital humano y cualquier otro tipo de medida necesaria. De igual manera, su repositorio de información tendría que ser colaborativo, aunque individual.
Posteriormente, en septiembre de 1996, mediante el Decreto Legislativo Nº 849, la CONADE fue absorbida en funciones y patrimonio por el Ministerio de Economía y Finanzas.Luego, en 1998, el Decreto Supremo Nº 106-98-EF dispuso la liquidación de Inversiones COFIDE S.A. junto con otras empresas de derecho privado, como parte del proceso de promoción de la inversión privada liderado por el Estado peruano.

### Escalamiento a Banco de Segundo Piso
En 1992, durante el gobierno de Alberto Fujimori, COFIDE se convirtió en un banco de segundo piso el 24 de agosto de 1992, a través del Decreto Ley N.º 25694, que adicionó el objeto social de COFIDE en favor de los pequeños empresarios y agricultores.No obstante, no podía captar depósitos del público ni otorgar facilidades crediticias a personas naturales o jurídicas que no fueran intermediarios financieros calificados. Sin embargo, contribuyó con programas como el Microglobal, dirigido a la microempresa, permitiendo entregar préstamos por más de treinta y siete millones de dólares, beneficiando a más de veinte mil emprendedores de Lima y provincias. Asimismo, se fundaron los Centros COFIDE, cuyo objetivo era fomentar la creación y fortalecimiento de las pequeñas y microempresas.  De hecho, para 1992, Cofide ya contaba con 14 bancos y 4 financieras. Mientras que en 1997, sus recursos eran transferidos a través de 66 instituciones financieras a nivel nacional: 24 bancos, 4 financieras, 5 empresas de leasing, 15 cajas rurales, 13 cajas municipales, 4 cooperativas y una Edpyme, lo que representaba 1,040 ventanillas al servicio de este banco de desarrollo.

### Obtención del grado de Inversión Internacional
En 2010, COFIDE se convirtió en la primera organización estatal en obtener el grado de Inversión Internacional otorgado por Standard & Poor's Financial Services LLC.Durante este año también se financiaron proyectos de infraestructura como la carretera Buenos Aires - Canchaque, la Línea 2 del metro de Lima y la Carretera Longitudinal de la Sierra Tramo 2.

### Reingeniería Institucional
En 2016, COFIDE buscó reorientar su rol de banco de desarrollo, por lo cual realizó un cambio de directorio que se enfocó en la financiación de sectores con gran impacto económico, social y ambiental, que pudieran contribuir a la inclusión social. Sus objetivos fueron la inversión en infraestructura y medio ambiente, el apoyo a las micro y pequeñas empresas, y el fomento del proceso de inclusión financiera.

### Desarrollo durante la pandemia de COVID - 19
COFIDE participó en los proyectos Reactiva Perú y FAE - Mype, apoyando a aproximadamente novecientas mil empresas, siendo un socio importante del Estado para la reestructuración de las empresas peruanas, con énfasis en las micro y pequeñas empresas.Estos apoyos financieros fueron de vital importancia en comparación con la banca tradicional, ya que los recursos de la organización contaron con flexibilidad, plazos amplios para los pagos y se adaptaron a las posibilidades de sus clientes. De igual manera, en 2021, presentó el Bono COVID, lo cual fortaleció el mercado de capitales peruano.

### Programa de inversión en bonos sostenibles
En 2024, COFIDE invirtió S/33.75 millones en la emisión local de un bono etiquetado social. Esta inversión tiene como objetivo impulsar el desarrollo de los mercados financieros mediante el financiamiento de proyectos sostenibles en el país, además de fortalecer el dinamismo del mercado de capitales peruano.

## Organización y Operaciones

### Política del Buen Gobierno Corporativo
El objetivo del buen gobierno corporativo es velar por el cumplimiento de las normas establecidas por el FONAFE para su administración. Este se refiere al sistema por el cual las empresas establecen una distribución clara de derechos y responsabilidades entre los distintos participantes como el directorio, gerentes y accionistas, basado en la transparencia, la calidad de la comunicación y la ética empresarial.

### Capital Social y Acciones
El capital social se refiere a la cantidad total de recursos financieros que los accionistas han depositado en la empresa. El Capital Total es de S/. 1,982’887,162.00, representado por el mismo número de acciones (actualizado al 2023). Las acciones están divididas en tres clase:
- Clase A: 1,375’509,201 acciones pertenecientes al Estado Peruano
- Clase B: 12’511,812 acciones pertenecientes a entidades y empresas distintas del Estado (salvo en caso de recompra por parte del Estado)
- Clase C: 594’866,149 acciones pertenecen al Estado Peruano, pero son negociables y podrán ser listadas y negociadas en la bolsa, con previo acuerdo aprobado por el Directorio de la sociedad.

### Funciones operativas
- Financiamiento: Proveer financiamiento a personas y empresas involucradas en actividades productivas y de servicios.[14]
- Operaciones de Crédito: Conceder préstamos, adelantos y descuentos de documentos que acrediten deudas a favor de las empresas productoras, a través de organismos financieros.[14]
- Promoción de Inversiones: Fomentar y financiar estudios de preinversión y proyectos de inversión en sectores productivos e infraestructura, especialmente en las zonas de menor desarrollo. La Corporación solo podrá hacer esto con recursos provenientes de terceros, no con deuda propia.[14]
- Captación de Recursos: Recaudar capital en moneda nacional y extranjera mediante distintos fondos (estatales o privados) para fines específicos. Además, adquirir préstamos en el exterior para otorgar créditos a nivel nacional a través del sistema financiero.[14]

### Productos ofrecidos
- Apoyo a la Mipyme: A través del Fondo MIPYME Emprendendor se invierte en programas para fomentar la innovación tecnológica y la mejora en la productividad empresarial. Cabe resaltar que no se ofrecen instrumentos financieros para lograr esto.[15]
- Inclusión Financiera: Este producto está enfocado en la mejora económica de las comunidades rurales mediante el fomento del emprendimiento. El programa que se centra en ello es "PRIDER" (Programa Inclusivo de Desarrollo Empresarial Rural), el cual tiene dos ejes principales: la alfabetización financiera y el desarrollo de capacidades necesarias para participar en el mercado. [15]Esto se lleva a cabo a través de la agrupación de familias en UNICAS (uniones de crédito y desarrollo), lo que les permite comprender cómo se maneja el capital y su valor en el tiempo.[16]De esta manera, ingresan al mercado como comerciantes con bases más sólidas y asociativas. Según los datos de la página web de COFIDE, desde 2006 se ha ayudado a 9 regiones del país, beneficiando a más de 18,600 familias.[15]
- Apoyo a la Inversión en infraestructura y producción: Se enfoca en proveer infraestructura básica para incentivar la interconexión del país, promoviendo la construcción de carreteras, aeropuertos, centrales de energía y plantas para el suministro de agua. En cuanto a la inversión productiva, se financian proyectos que generen empleo, inclusión social y un desarrollo descentralizado.[15]
- Fideicomisos: Es un acto legal en el cual el fideicomitente (dueño de los bienes) transfiere bienes muebles o inmuebles al fiduciario (receptor de los bienes) para que este último los gestione conforme a un propósito establecido en beneficio del dueño de los bienes o de un tercero.[15]

### Estructura orgánica
De acuerdo con el Manual de Perfil de Puestos de COFIDE, que sigue el Cuadro de Asignación de Personal (CAP) aprobado y precisa de manera eficiente las relaciones jerárquicas entre las oficinas de la corporación, esta es la estructura orgánica vigente desde enero del 2024. 
Directorio
- Unidad de Auditoría Interna
- Gerencia de Cumplimiento
- Órgano de Control Institucional
- Gerencia General
  - Gerencia de  Gestión Humana y Administración
    - Dpto. de Gestión Humana
    - Dpto. de Compras
    - Dpto. de Tecnologías de la Información
    - Dpto. de Servicios Generales

  - Gerencia de Asesoría Jurídica
    - Dpto. de Asesoría Jurídica de Negocios
    - Dpto. de Recuperaciones
    - Dpto. de Asesoría Jurídica Financiera y Regulación

  - Gerencia de Negocios
    - Dpto. de Financiamiento Corporativo
    - Dpto. de Financiamiento de Infraestructura
    - Dpto. de Intermediación
    - Dpto. de Generación de Negocios Fiduciario

  - Gerencia de Desarrollo e Innovación
    - Dpto. de Inclusión Financiera
    - Dpto. de Productividad
    - Dpto. de Competitividad
    - Dpto. de Datos

  - Gerencia de Finanzas
    - Dpto. de Tesorería y Mercados
    - Dpto. de Gestión Estructural de Balance
    - Dpto. de Contabilidad

  - Gerencia de Operaciones y Tecnología
    - Dpto. de Operaciones Back Office
    - Dpto. de Administración de Fideicomisos

  - Gerencia de Riesgos
    - Dpto. de Control Global de Riesgos
    - Dpto. de Admisión

  - Dpto. de Comunicaciones, Relaciones Institucionales y Marketing
  - Dpto. de Planeamiento y Control

## Lista de directores
| Directores                       | Período           |
| -------------------------------- | ----------------- |
| Luis Barúa Castañeda             | 1973-1975         |
| Alberto Benavides de la Quintana | 1978-1980         |
| Augusto Bedoya Camere            | 1983-1984         |
| Carlos Neuhaus Tudela            | 1984-1985         |
| José Salaverry Llosa             | 1985-1988         |
| Carlos Otero Bonicelli           | 1990-1993         |
| Luis Baba Nakao                  | 1993-2000         |
| Aurelio Loret de Mola Bohme      | 2000-2002         |
| Salomón Lerner Ghitis            | 2002              |
| Daniel Schydlowsky Rosenberg     | 2002-2006         |
| Luis Rebolledo Soberón           | 2006-2009         |
| Daniel Alfonso Zárate Rivas      | 2009 - 2013       |
| José Giancarlo Gasha Tamashiro   | 2014-2015         |
| Enzo Defilippi Angeldonis        | 2015-2016         |
| Pedro Grados Smith               | 2016-2019         |
| Carlos Linares Peñaloza          | 2019-2023         |
| Brigitt Bencich                  | 2023-2024         |
| Jorge Velarde Arnáez             | 2024 - Actualidad |

## Certificaciones obtenidas
Las certificaciones que COFIDE ha obtenido debido a su desarrollo institucional desde 2013 son las siguientes:
- Buenas prácticas de gobierno corporativo (BVL/IBGC 2013 al 2016)
- Certificación Administración de Fideicomisos, Cobranza de Colocaciones y Programa de Capacitación Empresarial - 2015
- Banco del año (ALIDE) 2016
- Modelo ECOIP (MINAM) 2019
- Empresa Pública Socialmente Responsable (FONAFE) 2019